# NADH dehidrogenază
NADPH dehidrogenaza (EC 1.6.99.3, nicotin adenin dinucleotid dehidrogenaza) este o enzimă care catalizează reacția de transformare a nicotinamid adenin dinucleotidului (NAD) de la forma sa redusă (NADH) la forma sa oxidată (NAD+). Membrii familiei NADH dehidrogenazelor și a analogilor sunt denumiți utilizând formatul NADH:acceptor oxidoreductază.
Reacția chimică catalizată este reprezentată la modul general:
NADH + H+ + acceptor  NAD+ + acceptor redus